# Xã Colony, Quận Adams, Iowa
Xã Colony (tiếng Anh: Colony Township) là một xã thuộc quận Adams, tiểu bang Iowa, Hoa Kỳ. Năm 2010, dân số của xã này là 174 người.